# Original Film
Original Film — це американська кінокомпанія, заснована 1992 року Нілом Ейч Морітцом (Neal H. Moritz) і Брюсом Меллоном (Bruce Mellon). Очолюють компанію виконавчі продюсери/партнери Брюс Меллон (Bruce Mellon), Джо Пічирілло (Joe Piccirillo), Марк Ласко (Marc Lasko) і Джеф Девлин (Jeff Devlin). Компанія має виробничі території в Лос-Анжелесі і Нью-Йорку. Підрозділ пост-продакшн, очолюваний Джонатаном Дел Ґатто (Jonathan Del Gatto), займається наданням послуг із монтажу, дизайну, графіки, відео- і спецефектів.

## Історія
«Original Film» створювала собі репутацію зі створення реклами. На самому початку фірма бралася за створення будь-яких фільмів: і комедій, і фільмів-жахів, особливо малобюджетних рімейків чи сиквелів фільмів, що мали певний успіх. Однак, такі експерименти часто були невдалими: кілька робіт так і не вийшли на екрани кінотеатрів, або стали direct-to-video-фільмами. Також компанія зробила кілька маловідомих теле-проектів (див. далі у розділі "Фільмографія). Однак, у останні роки фірма найняла ряд відомих функціонерів: Кевіна Варда (Kevin Ward), Марка Дектора (Mark Dektor), режисера Тома Де Черхіо, (Tom De Cerchio) і режисера-постановника Джонатана Дель Ґато (Jonathan Del Gatto) що дуже сприяло підняттю класу студії: останні фільми цілком відповідають найвищим стандартам технічної якості (наприклад, картини 2011 р. «Глобальне вторгнення: Битва Лос-Анджелес» i «Форсаж 5: Пограбування в Ріо», а також анонсована картина 2013 р. «Джек — мисливець на велетнів») і сюжетних особливостей (зокрема, фантастичний бойовик «Пригадати все (фільм, 2012), а також анонсовану комедію „R.I.P.D.“).

## Фільмографія

### Фільми
| Рік  | Назва                                      | Примітка             |
| ---- | ------------------------------------------ | -------------------- |
| 1998 | Reason Thirteen                            | Короткометражне кіно |
| 1998 | Пацюча зграя                               | Телефільм            |
| 1998 | „Міські легенди“                           |                      |
| 1999 | „Жорстокі наміри“                          |                      |
| 1999 | „Held Up“                                  |                      |
| 2000 | Будиночок на озері                         | Телефільм            |
| 2000 | Черепи                                     |                      |
| 2000 | „Міські легенди: Закінчення“               |                      |
| 2000 | „Жорстокі наміри-2“                        | Direct-to-video      |
| 2001 | Дробовик любить лялечок                    | Телефільм            |
| 2001 | „Врятувати Сільвермана“                    |                      |
| 2001 | „Форсаж“                                   |                      |
| 2001 | Class Warfare                              | Телефільм            |
| 2001 | „Повернення в будиночок на озері“          | Телефільм            |
| 2001 | „Душі, що вижили“                          |                      |
| 2001 | „Скляний будинок“                          |                      |
| 2001 | Недитяче кіно                              |                      |
| 2002 | Ледацюги                                   |                      |
| 2002 | „Черепи-2“                                 | Direct-to-video      |
| 2002 | xXx                                        |                      |
| 2002 | Стильна штучка                             |                      |
| 2003 | Vegas Dick                                 | Телефільм            |
| 2003 | Static                                     | Короткометражний     |
| 2003 | Подвійний форсаж                           |                      |
| 2003 | S.W.A.T.                                   |                      |
| 2003 | „Нестача часу“                             |                      |
| 2004 | Крутний момент (фільм)                     |                      |
| 2004 | „Черепи-3“                                 | Direct-to-video      |
| 2004 | „Жорстокі наміри-3“                        | Direct-to-video      |
| 2005 | „xXx: Новий рівень                         |                      |
| 2005 | “Стелс»                                    |                      |
| 2006 | «Клік: З пультом по життю»                 |                      |
| 2006 | «Другий шанс»                              |                      |
| 2006 | «Потрійний форсаж: Токійський дрифт»       |                      |
| 2007 | «Еван всемогутній»                         |                      |
| 2007 | «Я — легенда»                              |                      |
| 2008 | «Точка обстрілу»                           |                      |
| 2008 | «Випускний»                                |                      |
| 2008 | «Друг нареченої»                           |                      |
| 2008 | SIS                                        | Телефільм            |
| 2009 | «Форсаж 4»                                 |                      |
| 2010 | «Полювання на колишню»                     |                      |
| 2011 | «Зелений шершень»                          |                      |
| 2011 | «Глобальне вторгнення: Битва Лос-Анджелес» |                      |
| 2011 | «Форсаж 5: Пограбування в Ріо»             |                      |
| 2011 | «Хочу як ти»                               |                      |
| 2012 | «21 Jump Street»                           |                      |
| 2012 | «Пригадати все»                            |                      |
| 2013 | «R.I.P.D.»                                 |                      |
| 2013 | «Джек — мисливець на велетнів»             |                      |

### Телебачення
| Year         | Title              | Notes                   |
| ------------ | ------------------ | ----------------------- |
| 2003–2005    | Викликаючи Тру     | Оригінальний телесеріал |
| 2005–2009    | «Втеча з в'язниці» | Оригінальний телесеріал |
| 2010—present | «Невиліковне Це»   |                         |
| з 2017       | «Геппі!»           | Оригінальний телесеріал |